# Хокејашка лига Србије 2017/18.
Хокејашка лига Србије 2017/18. је дванаесто такмичење које се одржава под овим именом од стране Савеза хокеја на леду Србије.
Сезона је почела 18. октобра 2017. године утакмицом између Војводине и Црвена звезда у којој су победили хокејаши Звезде са 5:1. Исти клубови су се састали и у финалу, а победила је Црвена звезда са 2:0 у победама.

## Резултати[1]

### Табела
| #  | Клуб          | ИГ | Д  | ДП | ИЗП | ИЗ | ГД  | ГП | ГР  | Б  |
| -- | ------------- | -- | -- | -- | --- | -- | --- | -- | --- | -- |
| 1. | Црвена звезда | 12 | 12 | 0  | 0   | 1  | 102 | 13 | +89 | 36 |
| 2. | Војводина     | 12 | 8  | 0  | 0   | 4  | 55  | 32 | +23 | 18 |
| 3. | Ред тим       | 12 | 2  | 0  | 1   | 9  | 27  | 91 | -64 | 7  |
| 4. | НС Старс      | 12 | 1  | 1  | 0   | 10 | 18  | 66 | -48 | −2 |

## Финале
| 5. март 2018. | Црвена звезда | 6:2 (4:2, 0:0, 2:0) | Војводина | Ледена дворана Пионир, Београд |

|  |  |  |  |  |
|  |  |  |  |  |
|  |  |  |  |  |
|  |  |  |  |  |

| 13. март 2018. 20:00 | Војводина | 1:7 (1:2, 0:2, 0:3) | Црвена звезда | СПЕНС, Нови Сад |

|  |  |  |  |  |
|  |  |  |  |  |
|  |  |  |  |  |
|  |  |  |  |  |

| Првак Хокејашке лиге Србије 2017/18. |
| ------------------------------------ |
| СКХЛ Црвена звезда 1. титула.        |